# Piquecos
Piquecos település Franciaországban, Tarn-et-Garonne megyében. Lakosainak száma 455 fő (2022. január 1.). Piquecos L’Honor-de-Cos, Lafrançaise, Montastruc, Montauban, Puycornet és Villemade községekkel határos.

## Népesség
A település népessége az elmúlt években az alábbi módon változott:
| Lakosok száma | 410  | 413  | 426  | 434  | 444  | 444  | 453  | 459  | 455  |
|               | 2013 | 2015 | 2016 | 2017 | 2018 | 2019 | 2020 | 2021 | 2022 |